# Houston Rockets 1973-1974
La stagione 1973-74 degli Houston Rockets fu la 7ª nella NBA per la franchigia.
Gli Houston Rockets arrivarono terzi nella Central Division della Eastern Conference con un record di 32-50, non qualificandosi per i play-off.

## Roster
| N° | Naz.                   | Ruolo | Sportivo          | Anno | Alt. | Peso |
| -- | ---------------------- | ----- | ----------------- | ---- | ---- | ---- |
| 4  | Stati Uniti (bandiera) | G     | Paul McCracken    | 1950 | 193  | 82   |
| 6  | Stati Uniti (bandiera) | C     | George E. Johnson | 1947 | 211  | 111  |
| 11 | Stati Uniti (bandiera) | GA    | Matt Guokas       | 1944 | 196  | 79   |
| 11 | Stati Uniti (bandiera) | G     | Jimmy Walker      | 1944 | 191  | 88   |
| 11 | Stati Uniti (bandiera) | G     | Dave Wohl         | 1949 | 188  | 84   |
| 14 | Stati Uniti (bandiera) | GA    | Mike Newlin       | 1949 | 193  | 91   |
| 20 | Stati Uniti (bandiera) | AC    | Kevin Kunnert     | 1951 | 213  | 104  |
| 20 | Stati Uniti (bandiera) | AC    | Otto Moore        | 1946 | 211  | 93   |
| 23 | Stati Uniti (bandiera) | G     | Calvin Murphy     | 1948 | 175  | 75   |
| 24 | Stati Uniti (bandiera) | GA    | Jack Marin        | 1944 | 201  | 91   |
| 25 | Stati Uniti (bandiera) | AC    | Cliff Meely       | 1947 | 203  | 98   |
| 31 | Stati Uniti (bandiera) | A     | Ron Riley         | 1950 | 203  | 88   |
| 35 | Stati Uniti (bandiera) | AC    | Zaid Abdul-Aziz   | 1946 | 206  | 107  |
| 40 | Stati Uniti (bandiera) | GA    | Stan McKenzie     | 1944 | 196  | 88   |
| 42 | Stati Uniti (bandiera) | GA    | Ed Ratleff        | 1950 | 198  | 88   |
| 44 | Stati Uniti (bandiera) | A     | E.C. Coleman      | 1950 | 203  | 102  |
| 45 | Stati Uniti (bandiera) | A     | Rudy Tomjanovich  | 1948 | 203  | 99   |

## Staff tecnico
- Allenatore: Johnny Egan
- Vice-allenatore: Larry Siegfried